# Chikkahosahalli, Gauribidanur
Chikkahosahalli là một làng thuộc tehsil Gauribidanur, huyện Kolar, bang Karnataka, Ấn Độ.